# 미녀와 야수 (2014년 영화)
《미녀와 야수》(프랑스어: La Belle et la Bête)는 2014년 공개된 프랑스의 로맨틱 판타지 영화이다.

## 출연
- 뱅상 카셀 - 야수 / 왕자 역
- 레아 세두 - 벨 역
- 앙드레 뒤솔리에 - 르 마르샹 (벨의 아버지) 역
- 에두아르도 노리에가 - 페르뒤카 역
- 미리암 샬레인 - 아스트리드 역
- 오드리 라미 - 안 역
- 사라 지로도 - 클로틸드 역
- 조나탕 드뮈르주 - 장바티스트 역
- 니콜라 고브 - 막심 역
- 루카 말리아바 - 트리스탄 역
- 이본 카터펠드 - 공주 역

## 한국어 버전 (투니버스) (2018년 3월 16일)
- 한상덕  - 야수 / 왕자 역 (뱅상 카셀)

- 문지은  - 벨 역 (레아 세두)
- 심규혁- 르 마르샹 (벨의 아버지) 역 (앙드레 뒤솔리에)
- 한호용 - 페르뒤카 역 (에두아르도 노리에가)